# Ataque de Pahalgam em 2025
Em 22 de abril de 2025, um ataque terrorista no Vale de Baisaran, perto de Pahalgam, no distrito de Anantnag, em Jammu e Caxemira, administrado pela Índia, matou 26 turistas e feriu mais de 20. O ataque, o mais mortal do tipo na Índia desde os ataques de Mumbai em 2008, teve como alvo turistas não-muçulmanos do sexo masculino, e teria como objetivo resistir às mudanças demográficas no Vale da Caxemira. A Frente de Resistência (TRF), um desdobramento da organização terrorista Lashkar-e-Taiba, com sede no Paquistão, reivindicou a responsabilidade pelo ataque.
O incidente desencadeou uma crise diplomática entre a Índia e o Paquistão, o que levou o governo indiano a suspender o Tratado das Águas do Indo e a conflitos na fronteira entre a Índia e o Paquistão.

## Contexto
A Frente de Resistência (TRF) é um grupo militante ativamente engajado na insurgência em Jammu e Caxemira, e uma organização terrorista designada na Índia. O grupo é responsável por ataques e assassinatos de civis, incluindo aqueles pertencentes a comunidades religiosas minoritárias, como os hindus da Caxemira, funcionários públicos, trabalhadores e empresários, políticos locais e turistas, bem como por vários ataques às forças de segurança indianas, incluindo policiais locais.
O governo indiano declarou que a organização foi fundada pelo Lashkar-e-Taiba e que é um desdobramento deste mesmo grupo. Formado usando quadros dos grupos militantes Lashkar-e-Taiba e Hizbul Mujahideen após a revogação do status especial de Jammu e Caxemira em 2019, o TRF usa nomenclatura e simbolismo não religiosos para projetar uma imagem secular, mas realizou assassinatos seletivos de moradores de comunidades minoritárias hindus. O grupo mantém uma presença significativa na mídia social, parte da qual a mídia indiana rastreia até o Paquistão.
Uma insurgência armada islâmica eclodiu em Jammu e Caxemira no final da década de 1980, o que resultou no êxodo de hindus da Caxemira da região, e a insurgência continua desde então. Em agosto de 2019, o governo indiano revogou o status especial do estado e o dividiu em dois territórios da união de Jammu e Caxemira e Ladakh. Essa medida autorizou as autoridades locais a emitir status de domicílio para mais pessoas, permitindo-lhes comprar terras e obter empregos no território que antes eram inacessíveis para elas.

## Ataque
Em 22 de abril de 2025, às 14h50, cinco militantes entraram no prado do Vale de Baisaran, localizado a cerca de 7 km da cidade de Pahalgam, no distrito de Anantnag. A área é cercada por densas florestas de pinheiros por todos os lados e é um local popular para turistas, acessível apenas a pé ou a cavalo. A região não era fortemente protegida. Os agressores portavam carabinas M4 e AK-47 e usavam uniformes de estilo militar.
Relatos indicam que os agressores perguntaram os nomes e as religiões das vítimas antes de atirar nelas. Alguns turistas disseram que foram solicitados a recitar o verso islâmico de kalima, para que os militantes pudessem segregá-los por religião. Os homens foram forçados a tirar as calças para verificar se havia falta de circuncisão antes de serem baleados à queima-roupa, e imagens de vídeo da cena mostraram cenas de pânico com vítimas feridas implorando por ajuda e corpos espalhados pelo chão. Um operador de pônei local da Caxemira, Syed Adil Hussain Shah, supostamente tentou proteger os turistas e arrancar a arma de um dos agressores antes de ser baleado e morto. Relatos de sobreviventes indicaram que o terrorista poupou uma mulher, dizendo que ela estava sendo poupada para que pudesse "narrar os horrores" ao primeiro-ministro indiano Narendra Modi.

## Vítimas
Pelo menos 26 civis foram mortos no ataque, incluindo 23 pessoas de vários estados indianos, uma de Jamu e Caxemira e dois turistas estrangeiros do Nepal e dos Emirados Árabes Unidos. Pelo menos outras 20 pessoas ficaram feridas. Testemunhas afirmaram que a maioria das vítimas era do sexo masculino, e entre os mortos estavam pessoas dos estados indianos de Arunachal Pradesh, Karnataka, Kerala, Maharashtra, Odisha, Gujarat, Haryana, Bengala Ocidental e Uttar Pradesh, além de feridos de Gujarat, Tamil Nadu e Maharashtra. Entre as vítimas estavam um oficial da Marinha Indiana e um funcionário do Departamento de Inteligência.

## Consequências
Após o ataque, moradores locais auxiliaram nos esforços de resgate e ofereceram abrigo às vítimas. Membros da associação local de adestradores de pôneis resgataram 11 turistas feridos em pôneis e macas improvisadas. Gurudwaras na Caxemira abriram suas portas para abrigar turistas que fugiam do vale com medo, enquanto muitos buscavam segurança perto de cidades e aeroportos para retornar aos seus estados de origem. Os serviços de emergência chegaram ao local após a notícia do ataque chegar à sede do distrito. Duas vítimas gravemente feridas foram levadas ao hospital distrital de Anantnag por volta das 16h30, enquanto outras foram transportadas para centros médicos próximos. Os feridos graves foram transportados de helicóptero para um hospital militar em Srinagar para tratamento adicional. Uma linha de ajuda foi criada para auxiliar os turistas afetados.
Uma operação conjunta de cerco e busca foi lançada pelo Exército, forças paramilitares e pela Polícia de Jamu e Caxemira. Um bloqueio temporário foi imposto em Pahalgam, e helicópteros do Exército Indiano foram mobilizados para rastrear os militantes, que teriam fugido para a parte alta da cordilheira Pir Panjal.

## Responsabilidade
A Frente de Resistência (TRF), afiliada ao Lashkar-e-Taiba (LeT), sediado no Paquistão, assumiu a responsabilidade pelo ataque. Os agressores afirmaram que o motivo do ataque foi o assentamento de não-caxemires no vale da Caxemira, que, segundo eles, estava provocando uma mudança demográfica. Posteriormente, agências de inteligência identificaram Saifullah Kasuri (também conhecido como Khalid), um importante comandante do LeT, como o mentor do massacre.

## Resposta interna

### Resposta do governo
O primeiro-ministro indiano, Narendra Modi, encurtou sua visita à Arábia Saudita e retornou à Índia para presidir uma reunião sobre o assunto. O ministro do Interior da União, Amit Shah, viajou a Srinagar para avaliar a situação e coordenar a resposta de segurança, e posteriormente viajou ao local do ataque. Em 23 de abril, o Exército Indiano concedeu autorização limitada para a operação do HAL Dhruv, que estava em solo, para operações antiterrorismo.
Na noite de 23 de abril, o secretário de Relações Exteriores da Índia, Vikram Misri, realizou uma coletiva de imprensa especial após uma reunião com o Comitê de Segurança do Gabinete. Ele anunciou a decisão da Índia de suspender temporariamente o Tratado das Águas do Indo com o Paquistão, com efeito imediato, até que o Paquistão cesse seu apoio ao terrorismo transfronteiriço. Ele também anunciou o fechamento do posto de controle integrado na fronteira Attari-Wagah, a proibição de viagens para todos os cidadãos paquistaneses com a Índia sob o Sistema de Isenção de Vistos da SAARC e o cancelamento de todos os vistos emitidos anteriormente. Além disso, conselheiros militares paquistaneses no Alto Comissariado do Paquistão em Nova Déli foram expulsos, enquanto seus colegas indianos em Islamabad foram retirados, e o efetivo do Alto Comissariado Indiano em Islamabad foi reduzido de 55 para um mínimo de 30. Os cargos desses conselheiros militares foram considerados extintos.

### Reações
Após o ataque, registrou-se um aumento no número de visitantes que deixavam Jammu e Caxemira, levando a Air India a operar voos adicionais para a região. Protestos foram realizados em diversas partes da Índia condenando o ataque.
O ataque atraiu imediata e generalizada condenação de líderes políticos e da sociedade civil. A presidente indiana Draupadi Murmu o chamou de "ato covarde e desumano". O vice-presidente Jagdeep Dhankhar classificou o ato como "repreensível" e o condenou. O primeiro-ministro Modi classificou o ataque como "chocante e doloroso" e os responsáveis seriam levados à justiça. O Ministro-Chefe de Jammu e Caxemira, Omar Abdullah, descreveu o incidente como "muito maior do que qualquer coisa que já vimos contra civis nos últimos anos". O Ministro da Defesa, Rajnath Singh, classificou-o como um "ato de covardia". O líder da oposição na Lok Sabha, Rahul Gandhi, descreveu o ataque como "horrível" e enfatizou o apoio às vítimas, ao mesmo tempo em que criticou o Partido Bharatiya Janata, no poder.

### Investigação
A Agência Nacional de Investigação iniciou uma investigação sobre o ataque após visitar o local em 23 de abril. Com base em depoimentos de testemunhas oculares, a Polícia de Jammu e Caxemira divulgou os retratos falados de três dos militantes que se acredita estarem envolvidos no ataque. A polícia afirmou ainda que todos eles estavam ligados ao Lashkar-e-Taiba e que pelo menos dois eram estrangeiros. Os suspeitos foram identificados como Asif Fauji, Suleman Shah e Abu Talha, conhecidos pelos codinomes Moosa, Yunus e Asif, respectivamente. Todos eles estão ligados a incidentes anteriores relacionados à militância na região de Poonch.

## Reações internacionais
O ataque atraiu condenações e declarações de condolências às vítimas de vários outros países, incluindo Irã, Israel, Itália, Arábia Saudita, Emirados Árabes Unidos, Reino Unido, Estados Unidos e vizinhos da Índia, como Bangladesh, Butão, China e Sri Lanka. As Nações Unidas e a União Europeia também emitiram declarações semelhantes.
O ministro da Defesa do Paquistão, Khawaja Asif, rejeitou as alegações de envolvimento de seu país no ataque e declarou: "Tudo isso é nacional, há revoluções em diferentes chamados Estados contra a Índia, não uma, não duas, mas dezenas, de Nagalândia à Caxemira, no sul, em Chattisgarh, em Manipur. Em todos esses lugares, há revoluções contra o governo indiano." Asif não descartou a possibilidade de os ataques terem sido orquestrados pela Índia ou uma operação de bandeira falsa, alegando que a Frente de Resistência não poderia ser considerada autora, pois aparentemente não existiria mais. Em entrevista à Sky News, ele reconheceu que o Estado paquistanês tem um histórico de financiamento, treinamento e apoio a organizações terroristas, observando que o Paquistão "faz o trabalho sujo para os Estados Unidos há cerca de três décadas. E para o Ocidente, incluindo a Grã-Bretanha".
O Paquistão também alertou a Índia sobre uma retaliação abrangente em resposta às ações anunciadas pelo governo indiano após o incidente. Em 24 de abril, o Paquistão suspendeu os vistos emitidos a cidadãos indianos e fechou o seu espaço aéreo às aeronaves indianas. Em 24 de abril, o Paquistão suspendeu os vistos emitidos a cidadãos indianos e fechou o seu espaço aéreo às aeronaves indianas. Na noite entre 24 e 25 de abril, as tropas paquistanesas e indianas entraram em confronto e trocaram tiros com armas de pequeno porte em várias posições ao longo da linha de controle.